# Tanzsporteuropameisterschaft (Standard)

## Profis (WDC)
Europameisterschaften der Profis in den Standardtänzen werden seit 1950 vom damaligen International Council of Ballroom Dancing ausgetragen (seit 1993: World Dance & Dance Sport Council Limited, seit 2007: World Dance Council Limited).
| Jahr | Sieger                                           | Herkunft                              | Austragungsort                                             |
| ---- | ------------------------------------------------ | ------------------------------------- | ---------------------------------------------------------- |
| 1951 | Hugh Carter & Hazel Willers                      | Vereinigtes Königreich                | Bad Kissingen, Deutschland                                 |
| 1952 | Hugh Carter & Hazel Willers                      | Vereinigtes Königreich                | London, England                                            |
| 1953 | Henry Kingston & Joy Tolhurst                    | Vereinigtes Königreich                | Scheveningen, Niederlande                                  |
| 1954 | Henry Kingston & Joy Tolhurst                    | Vereinigtes Königreich                | Baden-Baden, Deutschland                                   |
| 1955 | Harry Smith-Hampshire & Doreen Casey             | Vereinigtes Königreich                | London, England                                            |
| 1956 | Harry Smith-Hampshire & Doreen Casey             | Vereinigtes Königreich                | Baden-Baden, Deutschland                                   |
| 1957 | Harry Smith-Hampshire & Doreen Casey             | Vereinigtes Königreich                | Stuttgart, Deutschland                                     |
| 1958 | Harry Smith-Hampshire & Doreen Casey             | Vereinigtes Königreich                | Hamburg, Deutschland                                       |
| 1959 | Harry Smith-Hampshire & Doreen Casey             | Vereinigtes Königreich                | Amsterdam, Niederlande                                     |
| 1960 | Bill & Bobbie Irvine                             | Vereinigtes Königreich                | London, England                                            |
| 1961 | keine Europameisterschaft ausgetragen            | keine Europameisterschaft ausgetragen | keine Europameisterschaft ausgetragen                      |
| 1962 | Bill & Bobbie Irvine                             | Vereinigtes Königreich                | Wiesbaden, Deutschland                                     |
| 1963 | Bill & Bobbie Irvine                             | Vereinigtes Königreich                | Hamburg, Deutschland                                       |
| 1964 | Peter Eggleton & Brenda Windslade                | England                               | Neuss, Deutschland                                         |
| 1965 | Peter Eggleton & Brenda Windslade                | England                               | London, England                                            |
| 1966 | Peter Eggleton & Brenda Windslade                | England                               | Den Haag, Niederlande                                      |
| 1967 | Peter Eggleton & Brenda Windslade                | England                               | Neuss, Deutschland                                         |
| 1968 | Peter Eggleton & Brenda Windslade                | England                               | London, England                                            |
| 1969 | Peter Eggleton & Brenda Windslade                | England                               | Spa, Belgien                                               |
| 1970 | Rudolf & Mechthild Trautz                        | Deutschland                           | Frankfurt, Deutschland                                     |
| 1971 | Anthony Hurley & Fay Saxton                      | Vereinigtes Königreich                | Zürich, Schweiz                                            |
| 1972 | Anthony Hurley & Fay Saxton                      | Vereinigtes Königreich                | London, England                                            |
| 1973 | Anthony Hurley & Fay Saxton                      | Vereinigtes Königreich                | Nürnberg, Deutschland                                      |
| 1974 | Richard & Janet Gleave                           | England                               | Mainz, Deutschland                                         |
| 1975 | Richard & Janet Gleave                           | England                               | Scheveningen, Niederlande                                  |
| 1976 | Richard & Janet Gleave                           | England                               | Hamburg, Deutschland                                       |
| 1977 | Michael & Vicky Barr                             | England                               | Bremen, Deutschland                                        |
| 1978 | Richard & Janet Gleave                           | England                               | London, England                                            |
| 1979 | Richard & Janet Gleave                           | England                               | Nürnberg, Deutschland                                      |
| 1980 | Richard & Janet Gleave                           | England                               | Steenwijk, Niederlande                                     |
| 1981 | Michael & Vicky Barr                             | England                               | Antwerpen, Belgien                                         |
| 1982 | Michael & Vicky Barr                             | England                               | Southampton, England                                       |
| 1983 | Michael & Vicky Barr                             | England                               | Innsbruck, Österreich                                      |
| 1984 | Michael & Vicky Barr                             | England                               | Kopenhagen, Dänemark                                       |
| 1985 | Hans & Anne Laxholm                              | Dänemark                              | Stadthalle, Bremen, Deutschland                            |
| 1986 | Stephen Hillier & Lindsey Tate                   | England                               | Southampton, England                                       |
| 1987 | Stephen Hillier & Lindsey Tate                   | England                               | Deutschlandhalle, West-Berlin, Deutschland                 |
| 1988 | Stephen Hillier & Lindsey Tate                   | England                               | Empress Ballroom, Blackpool, England                       |
| 1989 | John Wood & Anne Lewis                           | England                               | Hamburg, Deutschland                                       |
| 1990 | Marcus & Karen Hilton                            | England                               | Helsinki, Finnland                                         |
| 1991 | John Wood & Anne Lewis                           | England                               | Empress Ballroom, Blackpool, England                       |
| 1992 | John Wood & Anne Lewis                           | England                               | Cervia, Italien                                            |
| 1993 | Marcus & Karen Hilton                            | England                               | Oslo, Norwegen                                             |
| 1994 | Marcus & Karen Hilton                            | England                               | Empress Ballroom, Blackpool, England                       |
| 1995 | Marcus & Karen Hilton                            | England                               | Empress Ballroom, Blackpool, England                       |
| 1996 | Marcus & Karen Hilton                            | England                               | Empress Ballroom, Blackpool, England                       |
| 1997 | Luca Baricchi & Loraine Barry                    | England                               | Olsztyn, Polen                                             |
| 1998 | Augusto Schiavo & Caterina Arzenton              | Italien                               | Bratislava, Slowakei                                       |
| 1999 |                                                  |                                       | Tallinn, Estland                                           |
| 2000 | Augusto Schiavo & Caterina Arzenton              | Italien                               | Cervia, Italien                                            |
| 2001 | Massimo Giorgianni & Alessia Manfredini          | Italien                               | Moskau, Russland                                           |
| 2002 | Timothy Howson & Joanne Bolton                   | England                               | Assen, Niederlande                                         |
| 2003 | Christopher Hawkins & Hazel Newberry             | England                               | Arena Trier, Trier, Deutschland                            |
| 2004 | Mirko Gozzoli & Alessia Betti                    | Italien                               | San Benedetto del Tronto, Italien                          |
| 2005 | William Pino & Alessandra Bucciarelli            | Italien                               | RWE Rhein-Ruhr Sport Halle, Mülheim a.d. Ruhr, Deutschland |
| 2006 | Mirko Gozzoli & Alessia Betti                    | Italien                               | Düsseldorf, Deutschland                                    |
| 2007 | keine Europameisterschaft ausgetragen            | keine Europameisterschaft ausgetragen | keine Europameisterschaft ausgetragen                      |
| 2008 | Mirko Gozzoli & Alessia Betti                    | Italien                               | EuroDisney, Paris, Frankreich                              |
| 2009 | Jonathan Wilkins & Hazel Newberry                | England                               | Moskau, Russland                                           |
| 2010 | Mirko Gozzoli & Edita Daniute                    | Italien                               | Sofia, Bulgarien                                           |
| 2011 | Mirko Gozzoli & Edita Daniute                    | Italien                               | Stockholm, Schweden                                        |
| 2012 | Andrea Ghigiarelli & Sara Andracchio-Ghigiarelli | England                               | Moskau, Russland                                           |
| 2013 | Andrea Ghigiarelli & Sara Andracchio-Ghigiarelli | England                               | Tobolsk, Russland                                          |
| 2014 | Andrea Ghigiarelli & Sara Andracchio-Ghigiarelli | England                               | Bonn, Deutschland                                          |
| 2015 | Andrea Ghigiarelli & Sara Andracchio-Ghigiarelli | England                               | Cervia, Italien                                            |
| 2016 | Andrea Ghigiarelli & Sara Andracchio-Ghigiarelli | England                               | Cervia, Italien                                            |
| 2017 | Andrea Ghigiarelli & Sara Andracchio-Ghigiarelli | England                               | Bonn, Deutschland                                          |

## Amateure (WDSF)
| Jahr | Sieger                                | Herkunft                              | Austragungsort                        |
| ---- | ------------------------------------- | ------------------------------------- | ------------------------------------- |
| 1947 | Jakob Gerschwiler & Maisie Walker     | Schweiz, England                      |                                       |
| 1948 | Niels Boel Rasmussen & Partnerin      | Dänemark                              | Luzern, Schweiz                       |
| 1949 | Niels Boel Rasmussen & Partnerin      | Dänemark                              | Karlsbad, Tschechoslowakei            |
| 1950 | Niels Boel Rasmussen & Partnerin      | Dänemark                              | Pörtschach, Österreich                |
| 1951 | Jack McGregor & Bemil Twiggs          | England                               | Pörtschach, Österreich                |
| 1952 | keine Europameisterschaft ausgetragen | keine Europameisterschaft ausgetragen | keine Europameisterschaft ausgetragen |
| 1953 | James & Olive Cullip                  | England                               | München, Deutschland                  |
| 1954 | Detlef Hegemann & Ursula Kämmerer     | Deutschland                           | München, Deutschland                  |
| 1955 | Detlef Hegemann & Ursula Kämmerer     | Deutschland                           | Velden                                |
| 1956 | Dennis Udell & Joyce Brampton         | England                               | Westerland, Deutschland               |
| 1957 | Peter Eggleton & Diana Gradwell       | England                               | Westerland, Deutschland               |
| 1958 | Peter Eggleton & Diana Gradwell       | England                               | Westerland, Deutschland               |
| 1959 | Michael Houseman & Valerie Waite      | England                               | Kopenhagen, Dänemark                  |
| 1960 | Helge & Inge Timmermann               | Dänemark                              | Berlin, Deutschland                   |
| 1961 | keine Europameisterschaft ausgetragen | keine Europameisterschaft ausgetragen | keine Europameisterschaft ausgetragen |
| 1962 | Len Armstrong & Elain Welsh           | England                               | Wien, Österreich                      |
| 1963 | John & Betty Westley                  | England                               | Knokke, Belgien                       |
| 1964 | John & Betty Westley                  | England                               | Wien, Österreich                      |
| 1965 | George Coad & Patricia Thompson       | England                               | Bremen, Deutschland                   |
| 1966 | keine Europameisterschaft ausgetragen | keine Europameisterschaft ausgetragen | keine Europameisterschaft ausgetragen |
| 1967 | Jürgen & Helga Bernhold               | Deutschland                           | Karlsruhe, Deutschland                |
| 1968 | Ernie & Myra Chatt                    | England                               | Edinburgh, Schottland                 |
| 1969 | Richard Gleave & Janet Wade           | England                               | Stuttgart, Deutschland                |
| 1970 | Richard Gleave & Janet Wade           | England                               | Wien, Österreich                      |
| 1971 | Michael Barr & Vicky Green            | England                               | Stuttgart, Deutschland                |
| 1972 | Michael Barr & Vicky Green            | England                               | Wien, Österreich                      |
| 1973 | Michael Barr & Vicky Green            | England                               | Randers, Dänemark                     |
| 1974 | Frank Venables & Linda Horwood        | England                               | Linz, Österreich                      |
| 1975 | Frank Venables & Linda Horwood        | England                               | Wien, Österreich                      |
| 1976 | Glenn & Lynette Boyce                 | England                               | Brüssel, Belgien                      |
| 1977 | Stephen Hillier & Lindsey Tate        | England                               | Den Haag, Belgien                     |
| 1978 | Stephen Hillier & Lindsey Tate        | England                               | Wien, Österreich                      |
| 1979 | Hans & Anne Laxholm                   | Dänemark                              | Århus, Dänemark                       |
| 1980 | Kenny Walsh & Kathy Gilmartin         | England                               | Wien, Österreich                      |
| 1981 | Max Ulrich Busch & Renate Hilgert     | Deutschland                           | Århus, Dänemark                       |
| 1982 | Erling Langset & Anita Nagren         | Norwegen                              | Wien, Österreich                      |
| 1983 | John Wood & Heather Stuart            | England                               | Oslo, Norwegen                        |
| 1984 | Glenn Weiss & Gillian Thickett        | Dänemark                              | Kopenhagen, Dänemark                  |
| 1985 | Glenn Weiss & Gillian Thickett        | Dänemark                              | Wien, Österreich                      |
| 1986 | Oliver & Martina Wessel-Therhorn      | Deutschland                           | Oslo, Norwegen                        |
| 1987 | Oliver & Martina Wessel-Therhorn      | Deutschland                           | Ljubljana, Jugoslawien                |
| 1988 | Andrew Sinkinson & Lorraine Barry     | England                               | Odense, Dänemark                      |
| 1989 | Lasse Ødegaard & Laila Kragebøl       | Norwegen                              | Wien, Österreich                      |
| 1990 | Lasse Ødegaard & Laila Kragebøl       | Norwegen                              | Århus, Dänemark                       |
| 1991 | Kim Rygel & Cecilie Brinck            | Norwegen                              | Kopenhagen, Dänemark                  |
| 1992 | Kim Rygel & Cecilie Brinck            | Norwegen                              | Wäxjö, Schweden                       |
| 1993 | Jens Werner & Charlotte Jörgensen     | Dänemark                              | Paris, Frankreich                     |
| 1994 | Timothy Howson & Joanne Bolton        | England                               | Koblenz, Deutschland                  |
| 1995 | Timothy Howson & Joanne Bolton        | England                               | Braunschweig, Deutschland             |
| 1996 | Christopher Hawkins & Hazel Newberry  | England                               | Bratislava, Slowakei                  |
| 1997 | Christopher Hawkins & Hazel Newberry  | England                               | Århus, Dänemark                       |
| 1998 | William Pino & Alessandra Bucciarelli | Italien                               | Tallinn, Estland                      |
| 1999 | William Pino & Alessandra Bucciarelli | Italien                               | Kopenhagen, Dänemark                  |
| 2000 | Roberto Villa & Michelle Barry        | England                               | Vilnius, Litauen                      |
| 2001 | Jonathan Crossley & Kylie Jones       | England                               | Espoo, Finnland                       |
| 2002 | Mirko Gozzoli & Alessia Betti         | Italien                               | Århus, Dänemark                       |
| 2003 | Mirko Gozzoli & Alessia Betti         | Italien                               | Malgart de Mar, Spanien               |
| 2004 | Domenico Soale & Gioia Cerasoli       | Italien                               | Ljubljana, Slowenien                  |
| 2005 | Domenico Soale & Gioia Cerasoli       | Italien                               | St. Petersburg, Russland              |
| 2006 | Domenico Soale & Gioia Cerasoli       | Italien                               | Calviá, Spanien                       |
| 2007 | Arunas Bizokas & Edita Daniute        | Litauen                               | Madrid, Spanien                       |
| 2008 | Paolo Bosco & Silvia Pitton           | Italien                               | Moskau, Russland                      |
| 2009 | Benedetto Ferruggia & Claudia Köhler  | Deutschland                           | Megeve, Frankreich                    |
| 2010 | Benedetto Ferruggia & Claudia Köhler  | Deutschland                           | Moskau, Russland                      |
| 2011 | Benedetto Ferruggia & Claudia Köhler  | Deutschland                           | Kalisz, Polen                         |
| 2012 | Benedetto Ferruggia & Claudia Köhler  | Deutschland                           | Koblenz, Deutschland                  |
| 2013 | Emanuel Valeri & Tania Kehlet         | Dänemark                              | Aarhus, Dänemark                      |
| 2014 | Emanuel Valeri & Tania Kehlet         | Dänemark                              | Moskau, Russland                      |
| 2015 | Simone Segatori & Annette Sudol       | Deutschland                           | Cambrils, Spanien                     |
| 2016 | Dmitry Zharkov & Olga Kulikova        | Russland                              | Wrocław, Polen                        |
| 2017 | Dmitry Zharkov & Olga Kulikova        | Russland                              | Olmütz, Tschechien                    |
| 2018 | Dmitry Zharkov & Olga Kulikova        | Russland                              | Kopenhagen, Dänemark                  |